# Caecorhamdella brasiliensis
Caecorhamdella brasiliensis е вид лъчеперка от семейство Pimelodidae.

## Разпространение
Този вид е разпространен в Бразилия.

## Описание
На дължина достигат до 20,2 cm.
Продължителността им на живот е около 15 години.